# Храм Воскресения Христова в Сокольниках
Храм Воскресе́ния Христо́ва в Соко́льниках (Ке́дровская церковь) — православный храм, находящийся в районе Сокольники Восточного административного округа города Москвы. Относится к Воскресенскому благочинию Московской епархии Русской православной церкви.
Главный престол освящён в честь Воскресения Христова; приделы в честь иконы Божией Матери «Всех Скорбящих Радость» (южный, освящён 18 (31) октября 1915), в честь апостолов Петра и Павла (северный, освящён 4 (17) января 1915), в честь праздника Рождества Христова (в подклете).

## История
Инициатива создания храма принадлежала протоиерею Иоанну Кедрову. Закладка храма митрополитом Владимиром состоялась 28 сентября (11 октября) 1908 года. Построенный на пожертвования по проекту архитектора П. А. Толстых, он был освящён 22 декабря 1913 (4 января 1914) года митрополитом Макарием. Северный петропавловский придел был сооружён «на средства одного гражданина, внёсшего на это 40 000 рублей и пожелавшего остаться неизвестным».

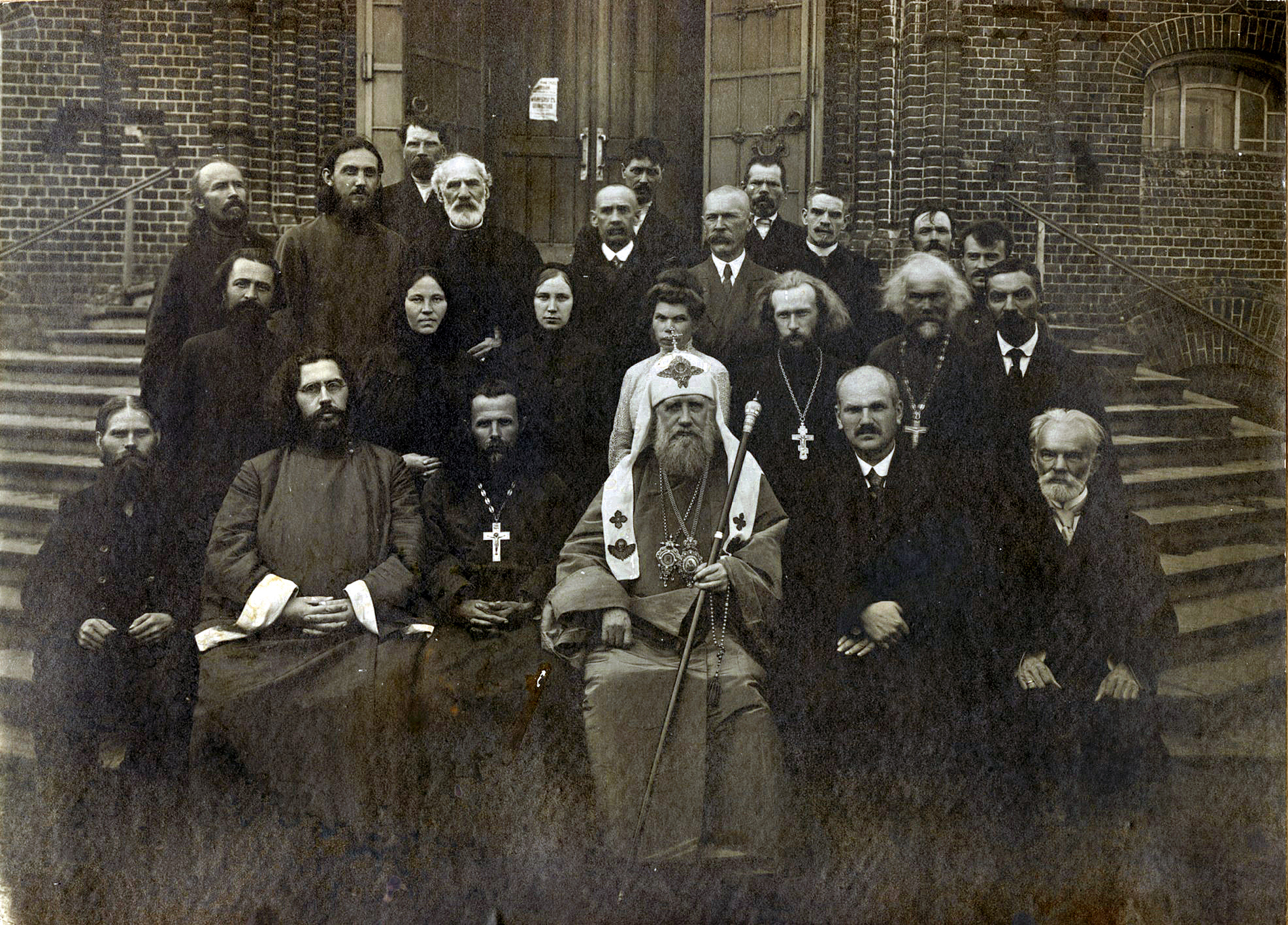
Патриарх Московский и всея России Тихон у храма Воскресения Христова в Сокольниках. 1919 год

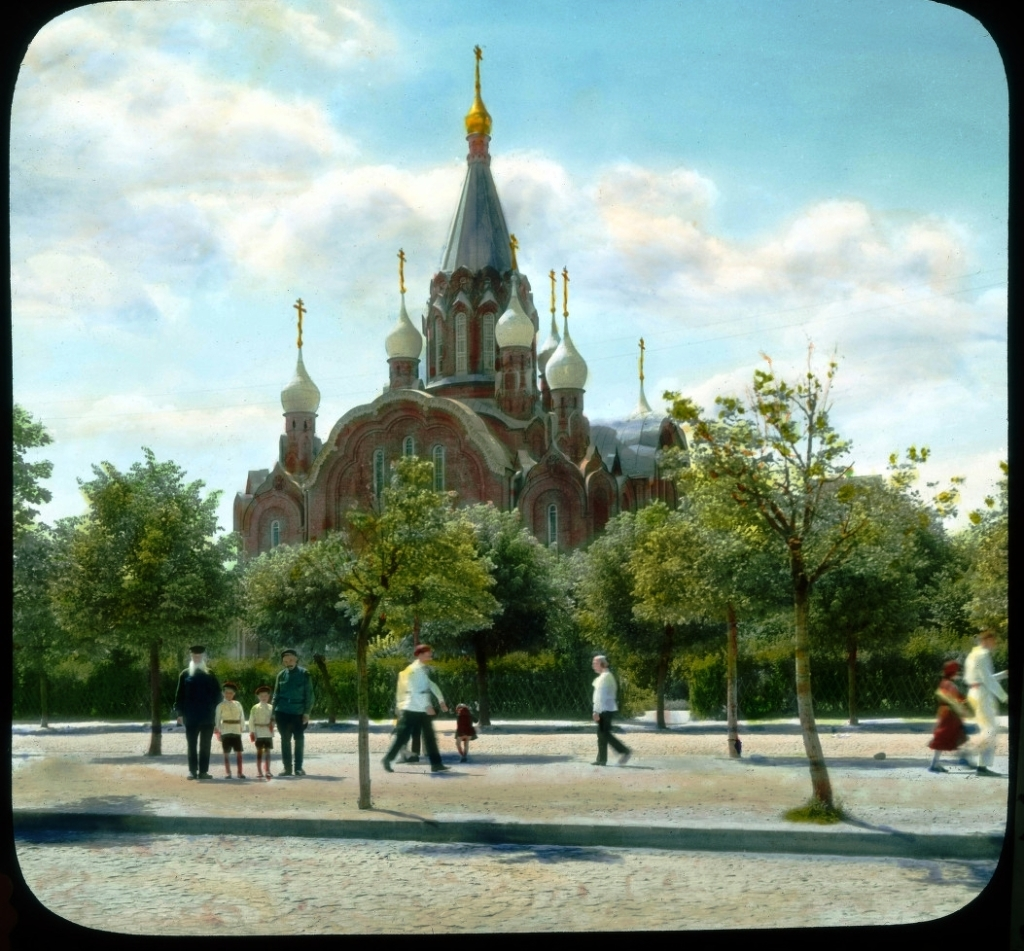
Храм в 1931 году

29 октября 1933 года в храме был хиротонисан во епископа Коломенского его настоятель архимандрит Сергий (Воскресенский).
В середине 1930-х годов после разрушения храма Христа Спасителя сокольнический храм передали обновленцам; в 1937 году он был одним из семи обновленческих церквей Москвы. 21 декабря 1943 года его причт с настоятелем А. И. Расторгуевым воссоединился с Московской патриархией, и в 1945 году в храме состоялся Поместный собор, избравший Патриархом Московским и всея Руси Алексия I.
В июне 1948 года в храме прошло Совещание глав и представителей автокефальных Православных церквей.

### Священство
В настоящее время настоятелем храма является митрофорный протоиерей Александр Дасаев — благочинный Воскресенского благочиния.
Кроме него, в клир входят пять священников и два протодиакона.

## Архитектура храма
Архитектура церкви выдержана в рамках неорусского стиля и заслуживает особого места в истории московского модерна. Храм площадью 960 м² имеет форму креста. Особенностью храма является то, что алтарная часть ориентирована на юг. Как правило православные храмы ориентированы с запада на восток, но храм Воскресения уникален, поскольку направлен в сторону Святой Земли, на Иерусалим. Эта идея была предложена протоиереем Иоанном Кедровым. Из девяти главок центральная позолочена, а остальные — чёрные. Барабаны главок опоясаны абрамцевской плиткой интенсивно-синего цвета. В интерьерах сохранились иконостасы из кипариса и киоты художественной резьбы из дуба. Внутрихрамовая живопись выполнена под явным влиянием фресок Михаила Нестерова в Марфо-Мариинской обители. Уникальны акустические и визуальные приёмы архитектора. Пол имеет уклон от входа к алтарю, что позволяет ясно видеть богослужение при скоплении народа. Главный свод изнутри покрыт голосниками, усиливающими звучание хора.
Вот уже несколько лет[когда?] ведутся интенсивные работы по ремонту всех систем храма. Заканчивается капитальная гидроизоляция фундамента, реставрация фасада с использованием самых современных материалов и обустройство паркового участка храма.

## Святыни и реликвии
После революции храм не закрывался, благодаря чему многие святыни из закрывавшихся или уничтожаемых храмов и часовен поступали сюда. Среди них: чтимый список Иверской иконы Божией Матери, находящийся под сплошной поздней ризой, первообраз Страстной иконы, заместительница Боголюбской-Московской иконы Божией Матери с Варварских ворот Китай-города, икона святого Пантелеимона из Пантелеимоновской афонской часовни у Лубянских ворот Китай-города, Грузинская икона Божией Матери, перенесённая из закрытого Алексеевского монастыря, что в Красном селе, частица мощей великомученика Георгия Победоносца.
В храме находится ростовой образ преподобной Евфросинии Московской, представленной на фоне Вознесенского монастыря, с лестовкой в руке.

## Настоятели
- Протоиерей Иоанн Кедров (1913—1930)
- Протоиерей Нил Смирнов (1930—1932)
- Иеромонах Сергий (Воскресенский) (1932—1933)
- Архимандрит Сергий (Ларин) (1938—1943) обновлен.
- Протоиерей Андрей Расторгуев (1943—1951, 1954—1970)
- Протоиерей Прокопий Харитошкин (1972—1996)
- Протоиерей Евгений Прохоров и. о. (1996—2000)
- Протоиерей Александр Дасаев (с 2000)

## Духовенство
- Протоиерей Александр Дасаев — настоятель храма
- Протоиерей Павел Куцов
- Иерей Феодор Харитошкин
- Иерей Евгений Головин
- Иерей Иоанн Трошин
- Иерей Димитрий Камозин[15]
- Протодиакон Валерий Щеглов
- Протодиакон Владимир Лоб[16]